# ESPN Premium (Chile)
ESPN Premium (conocido anteriormente como Fox Sports Premium y Fox Sports 1) es un canal de televisión por suscripción premium chileno, especializado en deportes que forma parte del paquete de canales ESPN Premium, que incluyen este canal, ESPN 6 y ESPN 7.

## Historia
El canal deportivo PSN comenzó sus emisiones en Chile el 15 de febrero de 2000 con dos señales, Básico y Premium. La señal Premium era la señal del canal intacta disponible en el resto de Hispanoamérica pero con un coste adicional, mientras que la señal básica se encontraba disponible para el resto de televidentes pero carecía de eventos en vivo. Con el cierre y desmantelamiento de PSN en marzo de 2002 debido a la grave crisis económica que se vivía en Argentina en 2001, las frecuencias usadas por esta cadena en Chile pasaron a manos de Fox Sports. Esta última pasó a retransmitir la programación de Fox Sports Argentina en ambas señales y mantuvo la diferencia establecida por PSN para la señal básica en cuanto a eventos en vivo.
En agosto de 2013, Fox Latin American Channels decide lanzar una versión de Fox Sports con contenido producido para Chile. De esta manera, se crea Fox Sports (Chile) en reemplazo de la señal básica de Fox Sports. Un año después, el 24 de octubre de 2014, Fox Sports Premium deja de ser una señal espejo de Fox Sports Argentina y pasa a tener la misma programación que Fox Sports Chile, pero con eventos deportivos en vivo. Unos meses después, el 4 de mayo de 2015, el canal fue renombrado para Fox Sports 1. 
El 15 de diciembre de 2019, dada la compra de 21st Century Fox por parte de Disney, Fox Sports Chile cesó sus emisiones y dejó de producir contenido local. De esta manera Fox Sports 1 volvió a retransmitir programación desde Argentina. 
Posterior al cierre de la programación local de Fox Sports Chile, la programación de Fox Sports Premium se remitía a emitir en vivo algunos partidos o eventos de la Champions, la Libertadores, la UFC, la WWE, la F1 y las repeticiones de los mismos.
El 1 de diciembre de 2021, Fox Sports fue reemplazado por ESPN 4 en Centroamérica y Sudamérica, mientras que Fox Sports 2 y Fox Sports 3 se mantuvieron al aire. En Chile, la señal Premium (Fox Sports 1) permanece en emisiones y la señal básica fue reemplazada por ESPN 4.
El 10 de noviembre de 2023 se informó extraoficialmente que el canal Fox Sports 1 pasaría a llamarse ESPN Premium a partir del 15 de febrero de 2024, junto a Fox Sports 2 y Fox Sports 3 que pasarán a llamarse ESPN 7 y ESPN 6 respectivamente. ESPN 4 sería renombrado como ESPN 5 y ESPN Extra por ESPN 4.
De esta manera, se reemplaza definitivamente la marca Fox Sports por ESPN en Chile. Su principal competidora es la filial chilena de la cadena TNT Sports.

## Eventos deportivos
ESPN Premium emite competiciones de diversos deportes con condiciones debido a medidas pautadas de mitigación por la FNE por la compra de Disney a Fox, en dichas señales que pertenecían a Fox Sports, transmiten la Copa Libertadores, UEFA Champions League (50% de los partidos), Supercopa de la UEFA, Bundesliga, Formula 1 y la UFC (Peleas Preliminares).